# Sołomerecki (herb książęcy)
Sołomerecki (Sołomereski) – polski herb książęcy, odmiana herbu Rawicz. Herb własny rodziny Sołomereckich.

## Opis herbu

### Opis historyczny
Juliusz Ostrowski blazonuje herb następująco:

W polu złotem na czarnym niedźwiedziu biegnącym panna siedząca, czerwono ubrana z rozpuszczonemi włosami, ukoronowana, ręce do góry wzniesione trzymająca. Nad tarczą – płaszcz książęcy z mitrą.

### Opis współczesny
Opis skonstruowany współcześnie brzmi następująco:
Na tarczy o polu złotym panna z wzniesionymi w łokciach rękoma
Całość otacza płaszcz heraldyczny, podbity gronostajem.
Płaszcz zwieńcza mitra książęca.

## Geneza
Sołomereccy są potomkami książąt smoleńskich. Ich protoplastą był kniaź Iwan Dymitrowicz przezwany Szach, którego jedni czynią mylnie synem kniazia Iwana Hlebowicza, a wnukiem Hleba Swiatosławowicza, wielkiego księcia smoleńskiego. Inni natomiast, czynią go o wiele prawdopodobniej synem Dymitra Światosławowicza, a wnukiem kniazia Swiatosława Hlebowicza Smoleńskiego. Kniaź Iwan Dymitrowicz Szach, pierwszy kniaź sołomerski, pozostawił trzech synów: Jurja, Fedora i Semena kniaziów sołomerskich. Z nich Jurij miał syna Wasila przezwanego Tatiszcz, protoplastę Tatiszczewych, istniejących do dnia  dzisiejszego w Rosji. Kniaziowie Sołomerscy, których źródła krajowe wyprowadzają mylnie od Kiejstuta, niezawodnie pochodzą od Fedora lub Semena Iwanowiczów. Wygaśli w XVII stuleciu.

## Herbowni
Informacje na temat herbownych w artykule sporządzone zostały na podstawie wiarygodnych źródeł, zwłaszcza klasycznych i współczesnych herbarzy. Należy jednak zwrócić uwagę na częste zjawisko przypisywania rodom szlacheckim niewłaściwych herbów, szczególnie nasilone w czasie legitymacji szlachectwa przed zaborczymi heroldiami, co zostało następnie utrwalone w wydawanych kolejno herbarzach. Identyczność nazwiska nie musi oznaczać przynależności do danego rodu herbowego. Przynależność taką mogą bezspornie ustalić wyłącznie badania genealogiczne.
Pełne listy herbownych nie są dziś możliwe do odtworzenia, także ze względu na zniszczenie i zaginięcie wielu akt i dokumentów w czasie II wojny światowej (m.in. w czasie powstania warszawskiego w 1944 spłonęło ponad 90% zasobu Archiwum Głównego w Warszawie, gdzie przechowywana była większość dokumentów staropolskich). Nazwisko znajdujące się w artykule pochodzi z Herbarza polskiego, Tadeusza Gajla. Występowanie danego nazwiska w artykule nie musi oznaczać, że konkretna rodzina pieczętowała się herbem Sołomerecki. Często te same nazwiska są własnością wielu rodzin reprezentujących wszystkie stany dawnej Rzeczypospolitej, tj. chłopów, mieszczan, szlachtę. Herb Sołomerecki jest herbem własnym, wiec do jego używania uprawniona jest zaledwie jedna rodzina: Sołomereccy.